# Gustavo Ribeiro
Gustavo Beirão Gramaço Ribeiro (Almada, 1 de dezembro de 1984) foi um jogador da selecção portuguesa de futebol de praia. Já participou na Copa do Mundo de Futebol de Praia de 2006, ficando em 4º lugar e marcando 4 golos. Deixou a modalidade após a competição.